# Aulacocyclus edentulus
Espèce
Aulacocyclus edentulus est une espèce de coléoptères de la famille des Passalidae..

## Répartition
Aulacocyclus edentulus est endémique d'Australie.[réf. nécessaire]

## Classification
Le nom valide complet (avec auteur) de ce taxon est Aulacocyclus edentulus (Macleay, 1827).
L'espèce a été initialement classée dans le genre Passalus sous le protonyme Passalus edentulus MacLeay, 1827.
Aulacocyclus edentulus a pour synonymes :
- Aulacocyclus terioides Kuwert, 1891
- Caulifer macleayi Kaup, 1871
- Passalus cylindraceus Percheron, 1835
- Passalus edentulus MacLeay, 1827
- Passalus furcicornis Boisduval, 1835